# IC 3941
IC 3941 ist eine elliptische Galaxie vom Hubble-Typ E im Sternbild Canes Venatici am Nordsternhimmel. Sie ist schätzungsweise 1040 Millionen Lichtjahre von der Milchstraße entfernt.
Das Objekt wurde am 21. März 1903 von Max Wolf entdeckt.